# Kefar Achim
Kefar Achim (hebr.: כפר אחים) – moszaw położony w samorządzie regionu Be’er Towijja, w Dystrykcie Południowym, w Izraelu.
Leży w południowej części Szefeli, w odległości 2 km na zachód od miasta Kirjat Malachi, w otoczeniu moszawów Talme Jechi’el, Arugot i Orot, oraz wioski Achawa. Na północny zachód od moszawu znajduje się Baza lotnicza Chacor, należąca do Sił Powietrznych Izraela.

## Historia
Pierwotnie w miejscu tym istniała arabska wioska Qastina (arab. قسطينة). Po proklamacji niepodległości Izraela 14 maja 1948 mężczyźni namówili kobiety i dzieci do przeniesienia się do arabskiej wioski Tell es-Safi, położonej przy ruinach starożytnego miasta Gat. Jednak z powodu braku wystarczającej ilości wody, większość z nich wróciła do swojej wioski. Podczas wojny o niepodległość wioska Qastina została zajęta 29 czerwca 1948 przez 51 Batalion z izraelskiej Brygady Giwati. Wioska została spalona, a jej mieszkańcy wypędzeni. 9 lipca 1948 izraelscy żołnierze zburzyli 147 domów z wioski Qastina.
Współczesny moszaw został założony w 1949 przez żydowskich imigrantów z Polski i Rumunii. Został nazwany na cześć dwóch braci: Zvi i Efraima Gowerów z pobliskiego moszawu Kefar Warburg, którzy zginęli podczas wojny o niepodległość.

## Gospodarka
Gospodarka moszawu opiera się na intensywnym rolnictwie, uprawach warzyw w szklarniach i sadownictwie.
Firma Aharon Adir Concrete And Metal Ltd. prowadzi prace budowlane na zlecenie rządu.

## Osoby związane z moszawem
- Beni Ganc (ur. 1959) – szef sztabu generalnego i polityk
- Jisra’el Kac (ur. 1955) – ninister

## Komunikacja
Wzdłuż południowo-wschodniej granicy moszawu przebiegają razem drogi ekspresowe nr 3  (Aszkelon-Modi’in-Makkabbim-Re’ut) i nr 40  (Kefar Sawa–Ketura), brak jednak możliwości bezpośredniego wjazdu na nie. Lokalna droga prowadzi na północny wschód do moszawu Talme Jechi’el, przy którym jest skrzyżowanie z drogami ekspresowymi. Ta sama droga lokalna prowadzi w kierunku południowo-zachodnim do pozostałości zniszczonej arabskiej wioski Qastina. Znajduje się w tym miejscu parking.
Lokalna droga prowadząca w kierunku północno-zachodnim dojeżdża do Bazy lotniczej Hatzor, należącej do Sił Powietrznych Izraela.